# Picea chihuahuana
Picea chihuahuana là một loài thực vật hạt trần trong họ Thông. Loài này được Martínez miêu tả khoa học đầu tiên năm 1942.